# Pablo Ruiz (cântăreț argentinian)
Pablo Maximiliano Miguel Coronel Vidoz, alias Pablo Ruiz sau Pablito Ruiz (n. 4 septembrie 1975, Buenos Aires, Argentina), este un cântăreț și actor argentinian. Cariera sa muzicală a început în 1985, la doi ani după ce Argentina a suferit tranziția la democrație.

## Discografie
- Pablo Ruiz, 1985
- Un Ángel, 1988
- Océano, 1989
- Espejos Azules, 1990
- Irresistible, 1992
- 60/90, 1994
- Aire, 1997
- Was It Something That I Didn't Say?, 1999
- Jamás, 2001
- Necesito Tus Besos, 2003
- Demasiado Tarde, 2005
- Renacer, 2009